# Upplands-Brogymnasiet
Upplands-Brogymnasiet (UBG) är en kommunal gymnasieskola i Upplands-Bro kommun, byggd på 1980-talet.

## Program och inriktningar
- Barn- och fritidsprogrammet
  - Inriktningar:
    - Pedagogiskt arbete

- Bygg- och anläggningsprogrammet
  - Inriktningar:
    - Anläggningsfordon

- Ekonomiprogrammet
  - Inriktningar:
    - Ekonomi
    - Juridik

- Fordons- och transportprogrammet
  - Inriktningar:
    - Personbil
    - Karosseri och lackering
    - Transport

- Handels- och administrationsprogrammet
  - Inriktningar:
    - Handel och service

- Naturvetenskapsprogrammet
  - Inriktningar:
    - Naturvetenskap
    - Naturvetenskap och samhälle

- Samhällsvetenskapsprogrammet
  - Inriktningar:
    - Beteendevetenskap
    - Samhällsvetenskap

- Teknikprogrammet
  - Inriktningar:
    - Design och produktutveckling
    - Informations- och medieteknik

- Introduktionsprogrammet
  - Inriktningar:
    - Preparandutbildning
    - Språkintroduktion
    - Programinriktat individuellt val
    - Yrkesintroduktion
    - Individuellt alternativ

UBG erbjuder även specialinriktningar s.k. profiler inom media, musik, golf och idrott. Det finns också ett antal valbara kurser att välja mellan, t. ex. moderna språk, engelska 7, digitalt skapande, programmering och entreprenörskap. Profilerna kan man ansöka till på skolan hemsida: upplands-brogymnasiet.se

## Utseende
UBG är uppdelat i olika "hus" där varje hus tillhör ett visst område:

- Hus1 - Teknikprogrammet/Fordonsprogrammet
- Hus2 - Handelsprogrammet/Elevcentrum
- Hus3 - Ekonomiprogrammet/Individuella programmet
- Hus4 - Bibliotek, samlingssal
- Hus5 - Samhällsvetenskapsprogrammet
- Hus6 - Administration/Skolledning
- Hus7 - Naturvetenskapsprogrammet
- Hus8 - Personalrum
- Hus9 - Individuella programmet/Barn- och fritidsprogrammet/ Media- och bildsklassrum.
- Hus10 - Elevrum
- Hus11 - Kungsängens och gymnasiets sporthall